# 경성현
경성현(1990년 6월 10일~ )은 대한민국의 알파인 스키 선수이다.
2014년 동계 올림픽 대회전에서 66위를 기록하였다.

## 학력
- 고려대학교 체육교육과

## 스폰서
- Salomon SKI
- UVEX Helmet&Goggles

## 경력
- 2014.01 제22회 소치 동계올림픽 알파인스키 국가대표

## 수상
- 2013 제94회 전국동계체육대회 알파인스키 남자 대학부 복합 금메달
- 2013 제94회 전국동계체육대회 알파인스키 남자 대학부 대회전 금메달
- 2013 제94회 전국동계체육대회 알파인스키 남자 대학부 회전 금메달
- 2013 제94회 전국동계체육대회 알파인스키 남자 대학부 슈퍼대회전 금메달
- 2012 일본 국제스키연맹(FIS) 레이스대회 남자 회전 1위
- 2012 제93회 전국동계체육대회 알파인스키 남자 대학부 회전 금메달
- 2012 제93회 전국동계체육대회 알파인스키 남자 대학부 복합 금메달
- 2012 제93회 전국동계체육대회 알파인스키 남자 대학부 슈퍼대회전 동메달
- 2012 지산 국제스키연맹(FIS) 극동컵 알파인스키대회 3위
- 2011 국제스키연맹(FIS) 극동컵 알파인스키대회 대회전 3위
- 2010 국제스키연맹(FIS) 극동컵 알파인스키대회 회전 3위
- 2009 국제스키연맹(FIS) 극동컵 알파인스키대회 회전 3위

## 참고 자료
- 경성현 - FIS (alpine) (영어)
- 경성현 - Olympedia (영어)